# Couple de renversement
 (juillet 2020).
Si vous disposez d'ouvrages ou d'articles de référence ou si vous connaissez des sites web de qualité traitant du thème abordé ici, merci de compléter l'article en donnant les références utiles à sa vérifiabilité et en les liant à la section « Notes et références ».
Le couple de renversement est un couple contraire au sens du mouvement produit par un moteur. Ce couple concerne la partie fixe du moteur.
Sur les motos, ce couple est inapparent sur les machines à vilebrequin transversal puisqu'il est annulé par les roues. Sur les motos à vilebrequin longitudinal (la plupart des Moto Guzzi, certaines BMW, etc., antérieures aux années 1980[réf. nécessaire]), ce couple ne rencontre aucune opposition, et la moto tend à se pencher à droite ou à gauche quand on accélère ou coupe les gaz. Le correctif évoqué ci-dessous (masses contra-rotatives) a été appliqué également par les firmes concernées sur leurs modèles plus récents. Ce phénomène explique en partie pourquoi la puissante moto de course BMW Rennsport n'a jamais brillé dans la catégorie moto solo 500 cm3, même en la confiant à l'as des as des pilotes de l'époque (années 1950) Geoffrey Duke, alors que ce moteur a connu une très longue suite de victoires en catégorie side-car. Sur certaines motos japonaises (Honda GL, Honda CX), des masses tournant en sens inverse (alternateur, embrayage) annulent presque entièrement ce couple.
Ce couple de renversement existe aussi dans le domaine aéronautique et était très sensible sur les monomoteurs de chasse de la Seconde Guerre mondiale, dotés de moteurs très puissants, certains appareils ayant même tendance à sortir dangereusement de l'axe de piste au décollage. Un des exemples les plus caractéristiques et les plus caractériels était l'Avia S-199, la version d'après-guerre du Messerschmitt Bf 109, produit par la firme tchécoslovaque Avia : doté d'un moteur Jumo en lieu et place du Mercedes originel et pénalisé par son train d'atterrissage à voie étroite. Il était si délicat à piloter que les aviateurs tchécoslovaques l'avaient baptisé Mezek (littéralement « mule ») à cause de son caractère rétif.
Dans le domaine naval, un exemple caricatural (et comique) de couple de renversement se trouve dans la pièce César de Marcel Pagnol : le naïf Monsieur Brun, dupé par les conseils intéressés d'Honoré Panisse, a acheté un pointu marseillais, le Pitalugue, bien connu de tous les marins provençaux pour son moteur trop coupleux et son hélice trop grande, qui chavire immanquablement dès qu'on actionne juste peu énergiquement la commande de gaz, au point que cet instable esquif est surnommé le « sous-marin » par tous les pêcheurs du Vieux-Port. Monsieur Brun faillit se noyer, et Panisse est vertement tancé par César, outré, qui le traite d'assassin.